# Grammiphlebia striata
Grammiphlebia striata är en fjärilsart som beskrevs av Druce 1902. Grammiphlebia striata ingår i släktet Grammiphlebia och familjen mott. Inga underarter finns listade i Catalogue of Life.